# Rhynchospora rugosa
Rhynchospora rugosa là loài thực vật có hoa trong họ Cói. Loài này được (Vahl) Gale miêu tả khoa học đầu tiên năm 1944.